# Сен-Венан, Адемар Жан-Клод Барре де
Адема́р Жан-Клод Барре́ де Сен-Вена́н (23 августа 1797, Вилье-ан-Бер — 6 января 1886, Сент-Уан) — французский инженер, механик и математик, известный своими многочисленными работами по теории упругости, в развитие которой внёс большой вклад, гидродинамике и другим отраслям механики и математической физики. 

## Биография
Родился в замке Фортуазо вблизи Мелёна (департамент Сена и Марна, Франция). С раннего возраста посвятил себя занятию высшей и прикладной математикой — его математические способности были замечены очень рано, и он получил хорошую подготовку от своего отца, известного специалиста по сельскохозяйственной экономике. После окончания лицея в Брюгге в 1813 году поступил в Политехническую школу в Париже. В связи с военными действиями в 1814 году был мобилизован на оборону Парижа, но из-за своих убеждений отказался участвовать в боевых действиях в армии Наполеона против русской армии. Отчислен из Политехнической школы 13 апреля 1816 года из-за несдачи экзаменов в 1815 году по семейным обстоятельствам и неявки на пересдачу.
В 1816 году получил назначение в Service des poudres et salpètres, a потом перешёл на работу в службу инженеров путей сообщения. В 1823 году правительство разрешило ему поступить без экзамена в Школу мостов и дорог, куда он был зачислен 15 марта того же года. После окончания (в 1825 году) Школы мостов и дорог Сен-Венан работал некоторое время на строительстве канала Ниверне (фр. Canal du Nivernais) (1825—1830), а затем — на канале в Арденнах. В 1848 году назначен профессором инженерного искусства по сельскому хозяйству (génie rurale) в Агрономический институт в Версале. В 1852 году вышел в отставку со степенью главного инженера (Ingénieur en chef). В 1868 году избран в члены академии на место Понселе.

## Научная деятельность
Заниматься теорией упругости Сен-Венан начал с 1844 года, хотя первые свои работы по теоретической механике и гидродинамике представил в Академию наук ещё в 1834 году. В 1837/38 учебном году был приглашён читать курс по сопротивлению материалов в Школу мостов и дорог.
Ввёл так называемый полуобратный метод решения задач в теории упругости и построил общую теорию кручения и изгиба призматических стержней (1855), записал уравнения для нестационарного одномерного движения жидкости, известные как уравнения Сен-Венана — одни из фундаментальных в современной гидравлике. Его именем также названы принцип смягчения граничных условий — принцип Сен-Венана, теорема Сен-Венана, условие совместности Сен-Венана, число Сен-Венана (в некоторых отечественных публикациях — число Сен-Венана — Ильюшина), формула Сен-Венана — Ванцеля для скорости истечения газа через малое отверстие из сосуда под повышенным давлением.
В книге Тодхантера и Пирсона «A history of the theory of elasticity» (том I — 1886 г.; том II — 1893 г.) краткое изложение работ Сен-Венана занимает более 300 страниц. Кроме этого, он издал лекции Навье («De la résistance des corps solides») со своими примечаниями и дополнениями, занимающими большую часть этой книги (850 страниц). Сен-Венан перевёл на французский язык книгу Клебша «Theorie der Elasticität fester Körper», снабдив её своими дополнениями. Также он является автором целого ряда работ по гидравлике и гидродинамике, в числе которых находятся исследования о течении и движении жидкостей, о распространении волн, о толчее, о трении жидкостей и многие другие. Список всех его работ напечатан в III томе «Poggendorff’s Biogr.-Lit. Handwörterbuch».